# Deus Salve o Rei
Deus Salve o Rei (en español: Salve al Rey) es una telenovela brasileña producida por TV Globo y transmitida del 9 de enero al 30 de julio de 2018, en 174 capítulos. Reemplazó a Pega Pega y fue reemplazada por O Tempo Não Para, siendo la 91.ª “telenovela de las 7” emitida por la cadena.
Escrito por Daniel Adjafre, con la colaboración de Sérgio Marques, Angélica Lopes, Dino Cantelli, Cláudia Gomes, Cristina Biscaia y Péricles Barros, el texto fue supervisado por Ricardo Linhares. Dirigida por João Bolthauser, Oscar Francisco, Pedro Brenelli y Bernardo Sá, contó con la dirección general de Luciano Sabino y la dirección artística de Fabrício Mamberti.
Protagonizada por Marina Ruy Barbosa y Rômulo Estrela, con las participaciones antagónicas de Bruna Marquezine, Johnny Massaro, José Fidalgo, Alexandre Borges, Isis Pessino, Carolina Ferman y Ricardo Pereira y cuenta con las actuaciones estelares de los primeros actores Marco Nanini y Rosamaria Murtinho.

## Trama
La trama medieval presenta los reinos de Montemor y Artena, los más poderosos de una región ficticia llamada Callia, alrededor del 1300 d. C.. Desde hace muchos años, los reinos viven en paz y mantienen un acuerdo de abastecimiento de agua, un recurso que es abundante en Artena pero escaso en Montemor. A cambio de agua, Montemor suministra su producción de mineral a Artena. Durante décadas, la reina Criselia de Monferrato ha gobernado el reino de Montemor con justicia y honestidad. Ya enferma, prepara su última hazaña: la inauguración de un acueducto, una construcción que prometía acabar con toda falta de agua. Sin embargo, el lago que serviría de fuente para el reino se ha secado, y el fracaso de la obra culmina en una expedición a nuevas fuentes de agua. El reino de Artena, por otro lado, está gobernado por el sabio y benévolo Augusto de Lurton, quien preserva la relación pacífica entre los reinos. Sin embargo, su hija, la princesa Catarina, al enterarse de la delicada situación de Montemor, planea renovar acuerdos más ventajosos con el reino vecino, además de fortalecer el ejército para posibles batallas.

## Elenco
| Intérprete           | Personaje                                         |
| -------------------- | ------------------------------------------------- |
| Marina Ruy Barbosa   | Amália Giordano de Monferrato, Rainha de Montemor |
| Rômulo Estrela       | Afonso de Monferrato, Rei de Montemor             |
| Bruna Marquezine     | Catarina de Lurton, Princesa de Artena            |
| Ricardo Pereira      | Virgílio                                          |
| Johnny Massaro       | Rodolfo de Monferrato, Príncipe de Montemor       |
| Tatá Werneck         | Lucrécia de Vilarosso, Princesa de Alcaluz        |
| Bia Arantes          | Brice                                             |
| Marina Moschen       | Selena / Sofia de Cáseres, Rainha de Lastrilha    |
| Giovanni De Lorenzi  | Ulisses                                           |
| João Vithor Oliveira | Saulo                                             |
| Marco Nanini         | Augusto de Lurton, Rei de Artena                  |
| Caio Blat            | Cássio                                            |
| Fernanda Nobre       | Diana de Semineli                                 |
| Vinícius Redd        | Thiago Giordano                                   |
| Débora Olivieri      | Constância Giordano                               |
| Giulio Lopes         | Martinho Giordano                                 |
| Marcos Oliveira      | Heráclito de Fernandes, Conde de Alcaluz          |
| Rafael Primot        | Osiel                                             |
| Arthur Sales         | Ícarus                                            |
| Monique Alfradique   | Glória Oliver Labarca, Duquesa-viúva de Córdona   |
| Betty Gofman         | Nalanda Oliver (Naná)                             |
| Marcello Airoldi     | Romero                                            |
| Dayse Pozato         | Betânia                                           |
| Leandro Daniel       | Petrônio                                          |
| Daniel Warren        | Orlando                                           |
| Carolina Ferman      | Lucíola Tretino                                   |
| Renata Domínguez     | Belisa                                            |
| Mel Maia             | Agnes                                             |
| Tobias Carrieres     | Levi                                              |
| Maria Manoella       | Mirtes de Lurton                                  |
| Aramis Trindade      | Olegário Flores                                   |
| Pascoal da Conceição | Lupércio Arquimedes                               |
| Cristiana Pompeo     | Matilda Caligari Flores                           |
| Jaedson Bahia        | Delano                                            |
| Rafa Vachaud         | Eustáquio                                         |
| Javert Monteiro      | Lutero                                            |
| Isadora Ferrite      | Brumela                                           |
| Júlio Machado        | Aires                                             |
| Júlia Guerra         | Latrine                                           |
| Isis Pessino         | Isis                                              |
| Liéser Touma         | Timóteo                                           |
| Anselmo Fernandes    | Baltazar (oráculo)                                |

### Participaciones especiales
| Intérprete               | Personaje                                       |
| ------------------------ | ----------------------------------------------- |
| Rosamaria Murtinho       | Crisélia de Monferrato, Rainha de Montemor      |
| José Fidalgo             | Constantino de Artanza, Duque de Vicenza        |
| Alexandre Borges         | Otávio de Cáseres, Rei de Lastrilha             |
| Tarcísio Filho           | Demétrio, Conselheiro de Artena                 |
| Danton Mello             | Gregório, Conselheiro de Montemor               |
| Vinicius Calderoni       | Istvan Labarca, Duque de Córdona                |
| Caco Ciocler             | Hermes de Artanza, Conde de Vicenza             |
| Stenio Garcia            | Dom Bartolomeu, o Inquisidor da Cália           |
| Walter Breda             | Enoque                                          |
| Cássio Scapin            | Héber                                           |
| Rosa Marya Colin         | Mandingueira                                    |
| Arnaldo Marques          | Heitor, Rei de Alfambres                        |
| Stella Miranda           | Gertrudes, Rainha de Alfambres                  |
| Bia Sion                 | Jacinta, Rainha de Lúngria                      |
| Paula Fernandes          | Beatriz, Princesa de Lúngria                    |
| Cristina Mutarelli       | Margot Cantelli de Vilarosso, Rainha de Alcaluz |
| Celso Frateschi          | Juiz Superior do Conselho da Cália              |
| Flora Diegues            | Heloísa de Cáseres, Rainha da Lastrilha         |
| Marcelo Caridade         | Eduardo, Rei de Castelotes                      |
| Alexandre Mofati         | Ricardo, Rei de Teravila                        |
| Cris Mayrink             | Margarete, Rainha de Teravila                   |
| Bruna Altieri            | Valentina, Princesa de Teravila                 |
| Rita Elmôr               | Larissa                                         |
| Noemi Gerbelli           | Madre Benedita                                  |
| Mariah Rocha             | Freira Camila                                   |
| Cirillo Luna             | Selésio                                         |
| Ilya São Paulo           | Nadja                                           |
| Ricardo Blat             | Isandro                                         |
| Pietro Mário             | Patriarca da Fé de Montemor                     |
| Cláudio Caparica         | Patriarca da Fé de Lastrilha                    |
| Glicério de Barros       | Eloi                                            |
| Naruna Costa             | Samara                                          |
| Ana Paula Botelho        | Muriel                                          |
| Gabriel Palhares         | Tácitus                                         |
| Vitório Gava             | Rodolfo de Monferrato (niño)                    |
| Anne Berg                | Lurdes                                          |
| Cláudio Garcia           | Helvio                                          |
| Fifo Benicasa            | Tirso                                           |
| Samuel Vieira            | Josafá / Oséias                                 |
| Márcia Manfredini        | Rebeca                                          |
| Beto Vandesteen          | Nuno de Alpergado, Conde de Brúnis              |
| Marcelo Müller           | Julião                                          |
| Priscila Castello Branco | Teodora                                         |
| Joana Borges             | Tila                                            |
| Ricardo Lyra Jr          | Hugo                                            |
| Ricardo Monastero        | Pietro                                          |
| Jack Berraquero          | Valentim                                        |
| Antônio Barboza          | Simão                                           |
| Adriana Bellonga         | Domingas                                        |
| Camille Leite            | Geórgia                                         |

## Producción

### Elección de reparto
Originalmente elegida para interpretar a la protagonista Amália, Agatha Moreira fue reemplazada por Marina Ruy Barbosa cuando se pospuso The Seventh Guardian, en la que Marina desempeñaría el papel central, y Agatha fue reasignada a Pride and Passion en el papel de Ema. Renato Góes fue invitado a interpretar al protagonista Afonso, pero este declinó la invitación para tomarse unas vacaciones después de Os Dias Eram Assim. Pese a la negativa, la cadena negó las vacaciones y ordenó que se realizara su casting, e incluso Renato grabó las primeras escenas con el director Fabrício Mamberti. Sin embargo, luego de tener que volver a grabar algunas escenas, el actor afirmó estar exhausto y fue despedido de la trama, siendo reemplazado por Rômulo Estrela, quien originalmente interpretaría al hermano del protagonista, Thiago. Con la reubicación, la emisora audicionó para el papel de Thiago y eligió como intérprete a Vinícius Redd, que llevaba cinco años fuera de las telenovelas, desde Além do Horizonte.
Bruna Marquezine se encontraba de vacaciones en el extranjero, cuando fue convocada para regresar a Brasil para unirse al elenco de la trama como principal antagonista. Walter Breda interpretaría al padre de Amália y ya había grabado las primeras escenas como el personaje antes de tener serios problemas de salud y necesitar desconectarse de la trama, siendo reemplazado por el actor Giulio Lopes. La cantante Paula Fernandes originalmente tendría una participación interpretando a la monja cómica Rosana en una escena que se llevaría a cabo en un convento, pero la autora decidió cambiar los hechos de la historia y la aparición fue cancelada. Luis Lobianco fue invitado a interpretar a Petrônio, pero prefirió aceptar la invitación para unirse al elenco de Segundo Sol, Leandro Daniel asumió el papel. Cláudia Jiménez fue elegida para una participación como la Reina Margot, pero por problemas de salud la actriz abandonó las grabaciones. Seguidamente fueron invitadas Marieta Severo y Aracy Balabanian, las cuales rechazaron la invitación, Cristina Mutarelli asumió el papel.

### Escenografía

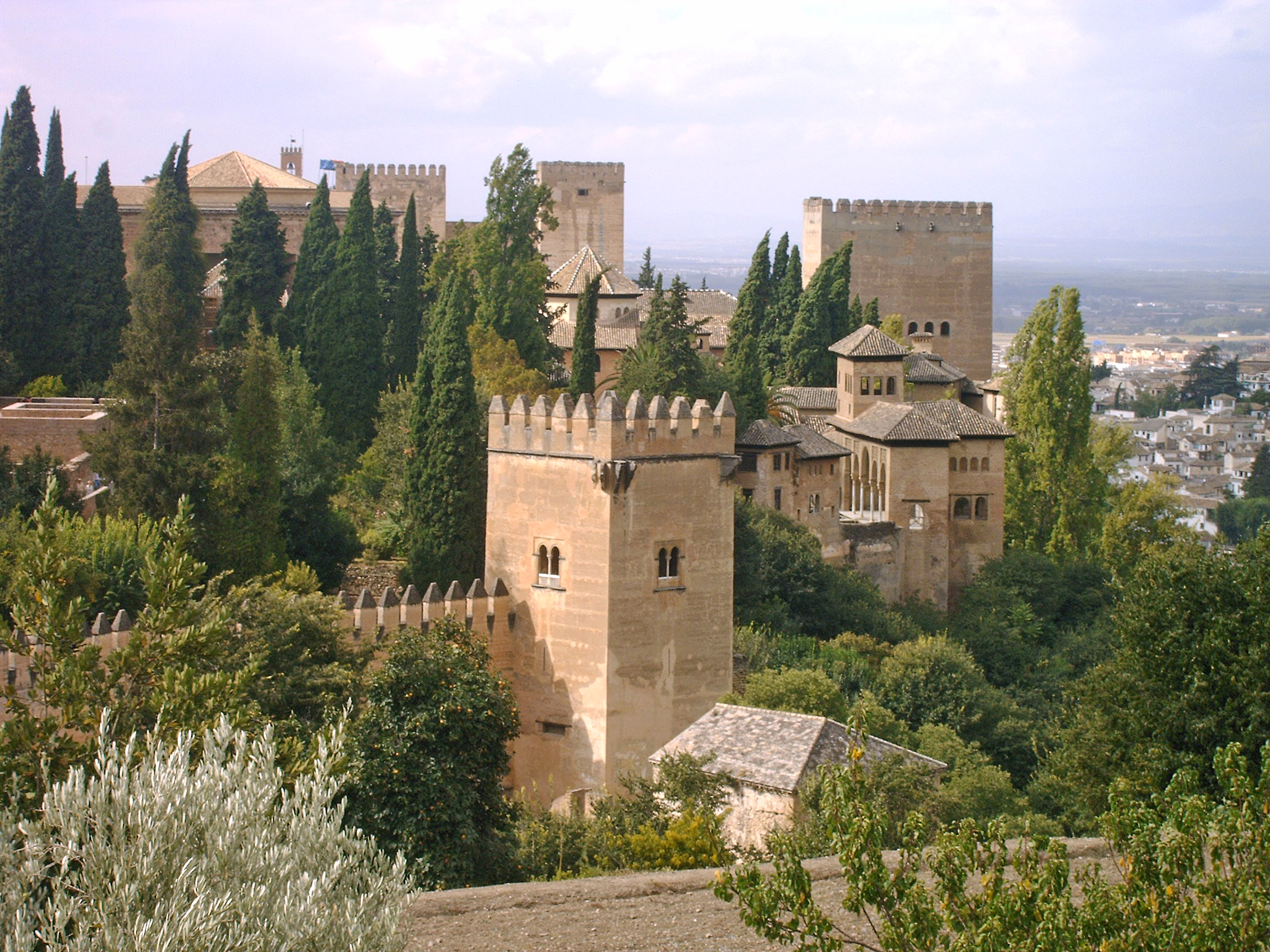
El Castillo de la Alhambra, en España, fue la inspiración para los castillos escenográficos de la trama.

Inicialmente se planeó enviar parte del elenco para grabar la introducción de la telenovela en Europa, pero la dirección estimó que el alto valor inflado del euro, junto con el hecho de que contenía el gasto en todos los sectores en Brasil, sobrevaloraría el precio. presupuesto, y solo el equipo de grabación y efectos fue enviado al exterior para capturar escenas aéreas de bosques y montañas para superponerlas a escenas grabadas en un estudio en Brasil, simulando que los decorados estaban ambientados en el continente europeo. En marzo de 2017, el equipo de grabación viajó a España, Escocia e Islandia para capturar escenas externas como castillos y pueblos antiguos históricamente conservados. La ciudad escenográfica se instaló en Estúdios Globo, en Río de Janeiro, con un total de 1.8 mil metros cuadrados y decorados fijos. Las escenas que se suponía que debían mirar hacia afuera se rodaron en el estudio con clave de croma, un fondo verde en el que se llenaron digitalmente las imágenes filmadas en Europa, incluidos bosques, pueblos y pastos. Las escenas que realmente necesitaban ser grabadas al aire libre, por otro lado, usaban la reserva ambiental de la estación como telón de fondo. La veterinaria Debby Lagranha, ex actriz, fue contratada para cuidar el bienestar de los animales involucrados en la grabación.

### Incendios y accidentes
Alrededor de las 6 de la tarde del 9 de noviembre de 2017, un incendio consumió un galpón, ubicado en Estúdios Globo, que fue utilizado para la producción de la telenovela. La actriz Rosamaria Murtinho estaba en la escena cuando estalló el incendio, dos empleados de producción se la llevaron apresuradamente. Aun así, en el momento del incidente, el actor Rômulo Estrela junto con el director Fabrício Mamberti estaban trabajando cuando se extendió el fuego. En un comunicado, la emisora dijo que las grabaciones habían sido interrumpidas. El personal y el elenco se reunieron al día siguiente para discutir la planificación del trabajo y mantuvieron la fecha de lanzamiento para enero de 2018. En ese momento, todos los presentes vestían una camiseta con las palabras "Todos somos Dios Salve al Rey — 9 de enero de 18". La grabación se reanudó el 10 de noviembre. El 3 de diciembre de 2017, Rômulo Estrela recibió un golpe en la cabeza con una espada escenográfica y fue trasladado al hospital, donde recibió ocho puntos de sutura.

## Emisión
El orden de sucesión de la hora de las siete, tras la finalización de Pega Pega, se definió con la escalada de las parcelas Fora de Orbita, de Rui Vilhena, y Barba Azul, de Antônio Calmon, pero ambas acabaron canceladas en diferentes periodos, a cargo del director de dramaturgia Silvio de Abreu. Como resultado, Verão 90 se adelantó y se confirmó como el sucesor de Pega Pega, pero luego de que el director responsable de la historia, Jorge Fernando, sufriera un derrame cerebral, no pudo dirigir la trama, lo que obligó a la estación a invertirla con Dios Salve. The King, que solo entraría en funcionamiento en la segunda mitad de 2018.
La fecha de apertura, el 9 de enero de 2018, fue anunciada por la periodista Carla Bittencourt, del blog Telinha, en septiembre de 2017 Incluso con el incendio que provocó una interrupción de tres días de la grabación, su lanzamiento no se retrasó. El primer teaser fue lanzado el 3 de diciembre de 2017 y mostraba a Rômulo Estrela retrocediendo en el tiempo, comenzando por la modernidad y yendo a la época medieval, cuando su personaje se encuentra con el de Marina Ruy Barbosa. El lanzamiento de la telenovela en enero representa un desafío y una interrupción en los ocho años de estrenos posteriores a marzo, debido a que factores como el horario de verano y las vacaciones reducen la audiencia y la fidelidad de los espectadores a esa producción.
El 7 de marzo, el Ministerio de Justicia reclasificó la trama a "No recomendada para menores de 12 años, por presentar contenido sexual y violencia", a partir del capítulo 8 del mismo mes. Es la primera telenovela que se muestra en la pista con esta calificación. Quince días después del final de la trama, el Ministerio de Justicia volvió a reclasificar la trama a "No recomendado para menores de 14 años, ya que contiene contenido sexual, drogas y violencia".

### Emisión fuera de Brasil
Al igual que con las otras tramas mostradas anteriormente a las 7 a.m.en Brasil, Globo Internacional comienza a transmitir la trama el 7 de mayo de 2018. La cadena transmitió la telenovela exclusivamente a invitados y prensa el 3 de mayo de 2018. La acción es idéntica a lo que se hizo en Brasil, donde Globo llevó el primer capítulo a los cines de capitales como Recife, Salvador, São Paulo y Río.
En otros continentes ya se ha producido el debut. Como Asia, que emite los capítulos dos veces durante la semana. En el mercado latino, debutó en Uruguay, a través de Teledoce, con el título Salve al Rey el 14 de octubre de 2019, en sustitución de la telenovela brasileña A Lei do Amor de las 18:00 horas, que fue Transferido a las 5 pm después del final de la telenovela turca Elif.
En Colombia fue transmitido por Canal Capital desde el 4 de junio de 2024, apoyando la campaña del racionamiento de agua impuesto por la Alcaldía de Bogotá desde el 11 de abril de 2024, debido a los bajos niveles de los embalses que surten de agua potable a la ciudad.

## Recepción

### Audiencia
El primer capítulo presentado el 9 de enero registró un promedio de 29 puntos en el Gran São Paulo, manteniendo a la audiencia puntual. Durante el primer capítulo, el hashtag #DeusSalveORei permaneció en los trending topics de Twitter durante varios minutos. En su segundo capítulo presentado el 10 de enero, la telenovela registró 28 puntos, sufriendo una caída de 1 punto en el Gran São Paulo y en la ciudad de Río de Janeiro creció 2 puntos y se disparó 29.
En su primera semana al aire, la telenovela acumuló apenas 26,4 puntos, lo que representa una caída del 2,2% respecto a su antecesora Pega Pega, pero superando en tiempo a producciones anteriores como Totally Too Much y Rock Story.
El 9 de febrero, alcanzó un récord negativo, registrando solo 21,3 puntos.
El 26 de febrero rompió su primer récord alcanzando una media de 30 puntos con 32 pico y 41% de share con la escena en la que Afonso (Rômulo Estrela ) salva a Levi (Tobias Carreres) y Samara (Naruna Costa) de un incendio en una casa, además a la ceremonia de apertura de los juegos en Callia, comandada por el rey Augusto (Marco Nanini). El mismo promedio lo registró el 11 de julio y también el 24 de julio, siendo este último la revelación de Brice (Bia Arantes) a Agnes (Mel Maia) y Selena (Marina Moschen) y la petición de Catarina (Bruna Marquezine) a Brice.
El último capítulo transmitido el 30 de julio rompió un récord y anotó 34,2 puntos en el Gran São Paulo y 36 puntos en la ciudad de Río de Janeiro, que fue la audiencia más alta de toda la telenovela. En las redes sociales sacudió el capítulo final de la telenovela de las siete. El hashtag oficial llegó a TTs Mundo durante 6 horas y a TTs Brasil durante 8 horas. La telenovela cerró con un promedio general de 26 puntos, la quinta mayor audiencia de las últimas doce telenovelas en las 19:00 horas de TV Globo.

### Premios y nominaciones
| Año  | Premio                    | Categoría                      | Indicado           | Resultado | Ref.   |
| ---- | ------------------------- | ------------------------------ | ------------------ | --------- | ------ |
| 2018 | Melhores do Ano           | Melhor Atriz Coadjuvante       | Tatá Werneck       | Nominada  | [ 97 ] |
| 2018 | Melhores do Ano           | Melho Ator/Atriz Mirim         | Mel Maia           | Nominada  | [ 97 ] |
| 2018 | Prêmio Contigoǃ Online    | Melhor Novela                  | Daniel Adjafre     | Nominada  | [ 98 ] |
| 2018 | Prêmio Contigoǃ Online    | Melhor Atriz de Novela         | Bruna Marquezine   | Nominada  | [ 98 ] |
| 2018 | Prêmio Contigoǃ Online    | Melhor Atriz de Novela         | Marina Ruy Barbosa | Ganador   | [ 98 ] |
| 2018 | Prêmio Contigoǃ Online    | Melhor Ator de Novela          | Rômulo Estrela     | Nominada  | [ 98 ] |
| 2018 | Prêmio Contigoǃ Online    | Troféu Como é Bom Te Ver na TV | Marco Nanini       | Nominada  | [ 98 ] |
| 2018 | Prêmio Contigoǃ Online    | Troféu Como é Bom Te Ver na TV | Rosamaria Murtinho | Nominada  | [ 98 ] |
| 2018 | Prêmio Extra de Televisão | Melhor Ator                    | Johnny Massaro     | Nominada  | [ 99 ] |
| 2019 | Troféu Imprensa           | Melhor Atriz                   | Marina Ruy Barbosa | Nominada  |        |
| 2019 | Troféu Internet           | Melhor Novela                  | Daniel Adjafre     | Nominada  |        |
| 2019 | Troféu Internet           | Melhor Atriz                   | Bruna Marquezine   | Nominada  |        |

## Música

### Pistas
| N.º | Título                                 | Personaje                  | Duración |  |
| 1.  | «Scarborough Fair»                     | Tema de Abertura           | 4:00     |  |
| 2.  | «Watch It All Fade»                    | Afonso e Amália            | 3:40     |  |
| 3.  | «The Touch of Freedom»                 |                            | 3:29     |  |
| 4.  | «Fields of Montemor (Mo Ghile Mear)»   | Locação: Reino de Montemor |          |  |
| 5.  | «Tant»                                 |                            |          |  |
| 6.  | «War Canticles»                        |                            | 4:00     |  |
| 7.  | «Chanson»                              |                            | 2:50     |  |
| 8.  | «Drums of Fight»                       |                            |          |  |
| 9.  | «La Nouvelle Danse»                    |                            | 2:13     |  |
| 10. | «Rodolph, the Wise»                    | Rodolfo                    | 3:32     |  |
| 11. | «Some Glory»                           |                            | 2:32     |  |
| 12. | «Cantigas de Santa Maria N.º 119 e 77» |                            | 3:11     |  |
| 13. | «Ecco La Primavera»                    | Catarina                   | 3:14     |  |
| 14. | «The Little Cat’s March»               |                            | 3:48     |  |
| 15. | «Fantasia N.º 3 Para Alaúde»           |                            | 3:34     |  |
| 16. | «Constantino»                          | Otávio                     | 1:50     |  |
| 17. | «Adventurous»                          |                            |          |  |
| 18. | «The Night»                            |                            | 2:34     |  |
| 19. | «Scarborough Fair»                     |                            |          |  |

### Volumen 2
Fuente: Teledramaturgy

#### Pistas
1. Feria de Scarborough (2 arpas) - Rodrigo de Marsillac
2. Gremio de compositores artenianos - Rodrigo de Marsillac
3. Saltarello III - Alexandre de Faria
4. Era medieval - Alexandre de Faria
5. La guerra - Alexandre de Faria
6. Soledad y valentía - Rodrigo de Marsillac
7. Dulcis Amore - Rodrigo de Marsillac
8. Perfido Amore - Rodrigo de Marsillac
9. Vergine Amore - Rodrigo de Marsillac
10. Tempus Est Iocundum (hazaña. Isabele Mele Rescala, Thaís Barbosa da Motta, Mona Natasha Fraga Vilardo, Ursula Moreira Baldansa & Georgeana Bonow Pinheiro) - Rodrigo de Marsillac
11. Amor C'al Tuo Sugetto - Alexandre de Faria
12. Hija del viento (tema de Selena) - Rodrigo de Marsillac
13. Impresión (Manuscrito de Oxford) - Alexandre de Faria
14. Bachi Bene Venies - Alexandre de Faria
15. Trotto - Rodrigo de Marsillac
16. Bel Fiori - Alexandre de Faria
17. Paisajes arqueados - Alexandre de Faria
18. Caldos y Aves - Rodrigo de Marsillac
19. Cantigas de Santa Maria N.º 119 - Alexandre de Faria
20. Cantigas de Santa Maria N.º 77 - Alexandre de Faria
21. La espada de Carlomagno - Rodrigo de Marsillac
22. Duelo - Alexandre de Faria
23. Estripulias na Praça - Rodrigo de Marsillac
24. Cara a cara - Alexandre de Faria
25. Traje para Laúd N.º 1 - Alexandre de Faria
26. Traje para Laúd N.º 2 - Alexandre de Faria
27. La Danse - Alexandre de Faria
28. La Reina Lucrecia - Alexandre de Faria
29. La Rotta - Alexandre de Faria
30. Boca Blues de Lord Adef - Alexandre de Faria
31. Gaitas de Lord Adef - Alexandre de Faria
32. Mandigueira - Alexandre de Faria
33. La confrontación - Alexandre de Faria
34. El Convento - Alexandre de Faria
35. El furor de Lucrecia - Alexandre de Faria
36. La muerte de un guerrero - Rodrigo de Marsillac
37. El lago - Alexandre de Faria
38. Violín - Rodrigo de Marsillac
39. Rodolfo el Grande (tema de Rodolfo) - Alexandre de Faria
40. Sad Gamba - Alexandre de Faria
41. Tránsito Tempus - Rodrigo de Marsillac
42. Schrungy - Alexandre de Faria
43. Sentidos - Alexandre de Faria
44. Simpleton Engus - Alexandre de Faria
45. Su la Rivera - Rodrigo de Marsillac
46. Sumer Is Icumen In - Alexandre de Faria
47. Tema de Bela Gloria - Alexandre de Faria
48. Tema de Catherine, The Queen - Alexandre de Faria
49. Tema de Margot - Alexandre de Faria
50. Tema del Rey Otávio - Alexandre de Faria
51. Viena - Alexandre de Faria
52. Tesoros escondidos - Rodrigo de Marsillac
53. El Bouz - Alexandre de Faria
54. La cantera - Alexandre de Faria
55. El conejo - Alexandre de Faria
56. El toque de la libertad - Alexandre de Faria
57. Mo Ghile Mear (Gran Final) [feat. Dan Torres y Luísa Land] - Alexandre de Faria